# 巨泉のワールドスタークイズ
『巨泉のワールドスタークイズ』は、1984年から1988年まで日本テレビ系列局で、春・秋・正月特番として放送されていた特別番組。

## 概要
国内外のスーパースターたちが、自分に関するびっくり秘密・秘話をVTRで紹介しながらクイズを出題、解答者がこれを推理し、得点を競い合うクイズトーク番組。
司会の大橋巨泉が各問題の難易度に応じて、独自の判断で得点を決め、番組途中で点数順に席替えを行っていた。
最終問題では、毎回恒例の名物クイズが出題された。そのクイズは、「ここまでの正解の中に、1つだけ嘘があります。それはどれでしょう？（今日の出題者の中で、1人だけ嘘をついている人がいます。それは誰でしょう？）」というもので、最後のこのクイズの得点は、クイズ解答者の首位と最下位の得点差プラス1点だったため、最終問題のたった1問だけで首位が大逆転されてしまうこととなっていた。
それまで長時間かけて争ってきた努力がすべてふいになると云う、従来のクイズ番組のあり方を基本から覆すような手法を導入したクイズ番組である。なお、逆転クイズの最初の被害者はビートたけしであり、たけし出演回では最終問題のルール説明に対し「じゃ今までやって来た苦労は一体何だったんですか!」とたけしが巨泉につっこむのが恒例となっていた。
優勝者は、100万円分の硬貨や紙幣が入った3種類の箱（一円硬貨100万枚、十円硬貨10万枚など）の中から、本当に100万円分入っていると思う箱を目利きで1つ選択。選んだ箱に入っている賞金をそのまま獲得できるが、実際に100万円分入っている箱は1つのみで、他の2つは約1、2割少ない金額となっている。後期になると、少ない額の箱を選んだ場合、差額は第2位の解答者に贈られた。
開局35年記念企画だった第8回（1988年1月3日）は番組対抗戦形式、第9回（1988年4月10日）は男女チーム対抗戦で行われている。

## 放送日

### 第1回（1984年3月27日 火曜日）
春の大型クイズ祭り・巨泉のワールドスタークイズ「世界のスーパースターがクイズで秘密を公開!」
放送時間／19:00 - 20:54
エピソード／
プリンストン大学生のブルック・シールズは一日中テディベアを離さない「ぬいぐるみ大好き少女」で、そのコレクションは百個近い。
また、友人のマイケル・ジャクソンについて語った。
- 司会／大橋巨泉
- 回答者／タモリ、美里美寿々、江本孟紀ら6人
- 出演者／フリオ・イグレシアス、ジャッキー・チェン、モハメッド・アリ、ブルック・シールズ、松坂慶子、ビートたけし、薬師丸ひろ子、武田鉄矢、シブがき隊、原田知世、沢田研二、タモリ、美里美寿々、江本孟紀

### 第2回（1984年10月1日 月曜日）
豪華BIGスペシャル　巨泉のワールドスタークイズ「世界のスーパースターがクイズで秘密を大公開!」
放送時間／21:00 - 22:48
解答者：栗本慎一郎、中尾ミエ、明石家さんま、梨元勝、アグネス・チャン、星野仙一
出演／マイケル・ジャクソン、カール・ルイス、トニー・カーチス、多岐川裕美、真田広之、タモリ、草刈正雄、堀ちえみ

### 第3回（1985年4月9日 火曜日）
第3回・巨泉のワールドスタークイズ
放送時間／19:00 - 20:54
エピソード／
吉川晃司が人目をはばかって深夜してること、菊池桃子のお騒がせ作法などの出題。スティーヴィー・ワンダーが初登場。
- 司会／大橋巨泉、高見知佳（アシスタント）
- 解答者／星野知子、和田アキ子、筑紫哲也、ビートたけし、ジャンボ鶴田、岸部シロー
- 出演者／スティーヴィー・ワンダー、吉川晃司、菊池桃子、原田知世、三船敏郎、加山雄三、フィービー・ケイツ　ほか

### 第4回（1985年10月8日 火曜日）
第4回・大橋巨泉のワールドスタークイズ
放送時間／19:00 - 20:54
エピソード／
- ボーイ・ジョージの女化粧の秘密、小錦恐怖の生き物など。
- アラン・ドロンが恋人と豪華寝室を初公開した。

- 出題スター／風間杜夫、沢口靖子、小錦、アラン・ドロン　ほか
- 出演者／志村けん、ボーイ・ジョージ、沢口靖子、小錦、秋吉久美子、アラン・ドロン、片岡鶴太郎、山田邦子

### 第5回（1986年4月2日 水曜日）
春のデラックス決定版「巨泉のワールド・スタークイズ」
放送時間／19:00 - 20:54
エピソード／
- たけし・さんま・アッコの大爆笑の必殺100万円争奪戦!
- 徳光和夫（当時は局アナ）が優勝。優勝賞金100万円は全額『24時間テレビ 「愛は地球を救う」』に寄付されることに。

- 出題スター／ジェニファー・ビールス、テリー・サバラス、バート・レイノルズ、岩下志麻、北尾、大地真央
- 出演者／ビートたけし、明石家さんま、和田アキ子、中山美穂、ダンプ松本、チェッカーズ、北尾、大地真央、里見浩太朗、ジェニファー・ビールス、中村雅俊

### 第6回（1986年10月1日 水曜日）
秋のデラックス決定版「第6回巨泉のワールドスタークイズ」
放送時間／21:03 - 22:51
エピソード／
- 爆笑対決 たけし×巨泉 白熱の100万円争奪戦

- 出題スター／松方弘樹、竹下景子、木村一八、岡本太郎、本田美奈子、ジェニファー・コネリー、セベ・バレステロス　ほか
- 出演者／加藤茶、朝潮、早見優、竹下景子、本田美奈子、ジュリアン・レノン、木村一八、神田正輝 ほか

### 第7回（1987年4月1日 水曜日）
春のデラックス決定版「第7回巨泉のワールドスタークイズ」
放送時間／19:00 - 20:54
エピソード／
- 究極の100万円争奪戦 和田アキ子ついに泣く
- 問題は「三田寛子は太らないようにするため、おやつ代わりに何を食べているか」、「片岡鶴太郎が子供のころ、顔のエラが張っていることを悩んでエラを落とすためにしたことは何か」など。

- 司会／大橋巨泉
- 出題スター／片岡鶴太郎、ソフィー・マルソー、三田寛子、国生さゆり、美空ひばり　ほか。
- 解答者／武田鉄矢、笑福亭鶴瓶、和田アキ子、宮崎美子、江夏豊、和泉雅子
- 出演者／美空ひばり、奥田瑛二、仲村トオル、三田寛子、ソフィー・マルソー、武田鉄矢、片岡鶴太郎、国生さゆり、江夏豊　ほか

### 第8回（1988年1月3日 日曜日）
開局35年記念企画「巨泉・たけしの番組対抗ワールド・スタークイズ」
放送時間／20:00 - 21:50
エピソード／
日本テレビの人気12番組の出演者たちが、ペア対抗でワールドスタークイズに挑む。また「大橋巨泉チーム」と「ビートたけしチーム」に分かれて対戦する団体戦も兼ねており、番組冒頭のくじ引きで12ペアを『巨泉チーム』と『たけしチーム』へ半々に分け、司会者ペア（巨泉・高見知佳、たけし・榊原郁恵）も含めた7対7で対戦。司会者ペアも解答者を兼務する都合上、総合進行役として日本テレビの局アナウンサーを別途招いた。
ルール
前半は、片方のチームの司会者ペアが進行して、もう片方のチーム7ペアが解答する。
各チーム司会者ペアと司会者ペアを除く上位2ペアが、決勝に進出。
決勝は前半戦の得点を持ち越して、かつ両チーム6ペアが同時に解答、その合計点で優勝チーム及び最優秀番組賞（最多得点ペア）を決める。
最優秀番組賞は、最終問題前のリードをそのまま残した、鹿賀丈史・大沢逸美の「ジャングル」チームが受賞。通常回の倍額となる200万円分の賞金が入っている箱の目利きに挑んだ。
また決勝へ進めなかったペアに対しても、最優秀番組賞を受賞するペアの外馬予想が行われ、的中したペアで100万円を山分けした。
1979年の「番組対抗かくし芸大会」から新春恒例の番組対抗特番を引き継いだが、翌年（1989年）の「箱根駅伝」全区間完全中継の影響し、日本テレビでの新春恒例の番組対抗特番が消滅していった。
- キャプテン司会／大橋巨泉（一回戦）、高見知佳（一回戦）、ビートたけし（二回戦）、榊原郁恵（二回戦）
- 総合進行役／徳光和夫、福留功男、木村優子
- 出題スター／クリストファー・リーブ、ベン・ジョンソン、オリビア・ニュートン＝ジョン、ミッキー・ローク、ジーン・ハックマン、国生さゆり、和田アキ子、武田鉄矢、十朱幸代、タモリ
- 解答者／里見浩太朗、野川由美子、時任三郎、永島敏行、松方弘樹、木内みどり、中村雅俊、片岡鶴太郎、神田正輝、菊池桃子、ジャイアント馬場、小堺一機、関根勤、横山やすし、山田邦子、堀江しのぶ、マリアン、鹿賀丈史、大沢逸美

### 第9回（1988年4月10日 日曜日）
春らんまん豪華特番「巨泉・たけし・アッコのワールドスター・クイズ」
放送時間／20:00 - 21:50
エピソード／
- 和田アキ子らの女性チームとビートたけしらの男性チームによる紅白対抗戦形式で行われた。
- 賞金は、チーム優勝には200万円、個人優勝には50万円だった。
- 問題は佐久間良子の初月給、沢口靖子の意外な恋人など。

- 総司会／大橋巨泉
- 解答者／ビートたけし、片岡鶴太郎、ジェームス三木、高田純次、和田アキ子、榊原郁恵、久和ひとみ、三田寛子
- 出演者／大橋巨泉、ビートたけし、和田アキ子、アーノルド・シュワルツェネッガー、佐久間良子、沢口靖子、笑福亭鶴瓶、片岡鶴太郎、山田邦子、横山やすし、井森美幸、高田純次

### 第10回（1988年10月9日 日曜日）
秋の豪華スペシャル「巨泉のワールドスタークイズ」
放送時間／20:00 - 21:50
出演者／大橋巨泉、ビートたけし、森光子、浅香唯、笑福亭鶴瓶、山城新伍、国生さゆり、島田紳助、アルフィー、研ナオコ、横山やすし、高田純次、沢田亜矢子、ロジャー・ムーア、丹波哲郎、スタニスラフ・ブーニン

## スタッフ
- 構成：原すすむ／豊村剛
- 音楽：田辺信一
- 制作協力：ユニオン映画、日企、日本インフォメーションサービス
- ディレクター：西谷政仁、中嶋勉、勝田晃生、小野公之、加藤裕之、木村勇
- 演出：河西裕
- プロデューサー：矢野義幸
- 制作：高橋進
- 製作著作：日本テレビ